# BDV Notepad
BDV Notepad — безкоштовний текстовий редактор, заміна стандартному Блокноту Windows. Має додаткові можливості для редагування та обробки тексту. Програма не має вузької спеціалізації, розроблена для звичайного користувача.
Основні можливості:
- швидке завантаження та редагування великих текстових файлів;
- багатомовний інтерфейс;
- багаторівнева відміна останньої дії;
- підсвітка та відкриття інтернет-адрес;
- відображення спеціальних символів;
- вставка символів, дати тощо;
- автоматичне збереження;
- зміна регістру;
- сортування рядків;
- розширені можливості пошуку/заміни;
- перекодування.